# Axenyllodes echinatus
Axenyllodes echinatus är en urinsektsart som beskrevs av Fjellberg 1988. Axenyllodes echinatus ingår i släktet Axenyllodes, och familjen Odontellidae. Arten är reproducerande i Sverige.